# Relations entre le Bangladesh et le Soudan
Les relations entre le Bangladesh et le Soudan sont les relations bilatérales de la république populaire du Bangladesh et de la république du Soudan.

## Visites d'État
En 2008, l'ancien président des chefs d'état-major des forces armées soudanaises, le général Muhammad Abdul Qadir Nasruddin, accompagné d'une équipe de six personnes, a effectué une visite officielle de six jours à Dacca, la capitale du Bangladesh. Au cours de sa visite, le général Nasruddin a déposé une couronne de fleurs au Shikha Anirban (flamme éternelle), à Dacca.

## Relations militaires
Environ 1 500 soldats de la paix bangladais sont déployés au Soudan. Un certain nombre de soldats soudanais ont participé à plusieurs programmes de formation au Bangladesh, en particulier à la formation au maintien de la paix des Nations unies au Institut de formation aux opérations de soutien de la paix au Bangladesh (en).
Le ministre des affaires étrangères Morshed Khan a déclaré à Dacca, en octobre 2009. qu'un officier bangladais commandera la force des Nations unies au Soudan, qui devrait atteindre environ 10 000 hommes.
En juillet 2018, 260 ingénieurs bangladais ont reçu la médaille des Nations unies pour leur service au maintien de la paix et au peuple du Soudan du Sud. Les ingénieurs ont été le premier contingent déployé dans le pays touché par le conflit sous la Force de protection régionale, mandatée par le Conseil de sécurité des Nations unies.

## Relations économiques
Le Bangladesh et le Soudan ont tous deux exprimé leur intérêt mutuel à développer leur commerce et leurs investissements bilatéraux. Les produits pharmaceutiques bangladais, les vêtements confectionnés et les céramiques ont été identifiés comme des produits potentiels sur le marché soudanais. En 2008, le Bangladesh et le Soudan ont signé un accord relatif à l'importation de main-d'œuvre, le Soudain connaissant un connaît un boom économique alimenté par le pétrole. Le ministre des affaires étrangères du Soudan, Al-Samani Al-Wasila, a déclaré lors d'une réunion en marge du sommet islamique de Dakar, en mars 2008, qu'il y avait un besoin de main-d'œuvre bangladaise qualifiée et semi-qualifiée pour le développement du Soudan.